# جوی فلمینگ
جوی فلمینگ (به انگلیسی: Joy Fleming) (زاده ۱۵ نوامبر ۱۹۴۴- ۲۷ سپتامبر ۲۰۱۷) خواننده آلمانی بود.
او نماینده آلمان در یوروویژن ۱۹۷۵ بود.